# RoboCop 3 (NES)
RoboCop 3 — компьютерная игра, третья игра из серии RoboCop, основанной на сюжете одноимённого фильма. Выпущена в 1992 году компанией Probe Software.

## Сюжет
Компания «OCP» и японская компания «Канэмицу» заключили договор на предмет строительства на территории старого Детройта нового города под названием «Дельта Сити». Робокоп намерен защитить повстанцев и сразиться с роботами-ниндзя.
Задача игрока помочь повстанцам продержаться три дня, собирать оружие для восстания против OCP, сражаться с роботами-ниндзя и сорвать планы и сделку «OCP» с «Канэмицу».

## Игровой процесс
Версия для приставки NES является классическим платформером-shoot 'em up с боковым скроллингом для одного игрока. Сюжет игры приближен к сюжету фильма и также, как и дизайн уровней, передаёт атмосферу фильма. Уникальной особенностью RoboCop 3, отличающей её от предыдущих частей, является наличие уровня получаемых повреждений для каждой части тела в отдельности. При высоком повреждении рук начинаются проблемы со стрельбой, ног — проблемы при передвижении. В перерывах между уровнями есть возможность устранить повреждения. Так же в этой части Робокоп может свободно прыгать, как и в предыдущей части игры на NES.
Игра имеет пять уровней.

## Музыка
Автором саундтрека к игре стал нидерландский музыкант и композитор Йерун Годфрид Тель (также известен под псевдонимом WAVE). Известность он получил благодаря написанному им в 1980-х и начале 1990-х годов большому числу мелодий для музыкального оформления компьютерных игр для платформы Commodore 64. Также является основателем группы компьютерной музыки Maniacs of Noise.